# Olha Bryshina
Olha Arkadijiwna Bryshina (ukrainisch Ольга Аркадіївна Бризгіна, engl. Transkription Olha Bryzhina, Geburtsname russisch Ольга Аркадьевна Владыкина – Olga Arkadjewna Wladykina – Olga Vladykina; * 30. Juni 1963 in Krasnokamsk, Oblast Perm) ist eine ehemalige sowjetische Sprinterin und Olympiasiegerin.

## Karriere
In der RSFSR geboren, zog sie mit der Familie in die Ukrainische SSR um. Bis 1991 startete sie für die Sowjetunion, danach für die Ukraine bzw. bei den Olympischen Spielen 1992 in Barcelona für das Vereinte Team.
Ihren ersten großen Auftritt hatte sie am 6. Oktober 1985 in Canberra. Beim Weltrekordlauf von Marita Koch (47,60 s) war sie die Einzige im Feld, die der Deutschen halbwegs folgen konnte. Koch auf Bahn zwei laufend zog Bryshina (Bahn eins) quasi mit. So steht sie mit einer Zeit von 48,27 s bis heute unter den schnellsten fünf Läuferinnen über die 400 Meter.
Bei den Europameisterschaften 1986 in Stuttgart gewann sie die Silbermedaille über 400 Meter. Im Jahr darauf gewann sie bei den Weltmeisterschaften in Rom die Goldmedaille über 400 Meter und die Silbermedaille in der 4-mal-400-Meter-Staffel. Bei den Weltmeisterschaften 1991 in Tokio gewann sie die Goldmedaille in der 4-mal-400-Meter-Staffel.
Bei den Olympischen Spielen 1988 in Seoul gewann sie die Goldmedaille über 400 Meter vor Petra Müller (GDR) und Olga Nasarowa (URS), sowie die Mannschaftsgoldmedaille in der 4-mal-400-Meter-Staffel zusammen mit ihren Teamkolleginnen Tazzjana Ljadouskaja, Olga Nasarowa und Marija Pinigina.
Ihren Erfolg der vorherigen Spiele konnte sie, für das Vereinte Team startend, bei den Olympischen Spielen 1992 in Barcelona fast wiederholen. Dieses Mal gewann sie über 400 Meter die Silbermedaille hinter Marie-José Pérec (FRA) und vor Ximena Restrepo (COL), sowie die Goldmedaille in der 400-Meter-Staffel mit ihren Teamkolleginnen Jelena Rusina, Ljudmyla Dschyhalowa und Olga Nasarowa.
Seit 1986 ist sie mit Wiktor Bryshin verheiratet, der 1988 mit der sowjetischen Mannschaft Olympiasieger in der 4-mal-100-Meter-Staffel wurde. Ihre gemeinsamen Töchter Jelysaweta Bryshina und Anastassija Bryshina sind ebenfalls als Sprinterin erfolgreich.

## Persönliche Bestzeiten
- 200 m: 22,44 s, 29. August 1985, Donezk
- 400 m: 48,27 s, 6. Oktober 1985, Canberra
  - Halle: 50,81 s, 14. Februar 1987, Moskau